# Вонаго, Людвиг Юрьевич
Людвиг Юрьевич Вонаго (31 июля (12 августа) 1872 или 25 августа (6 сентября) 1872, предположительно Томск, Томская губерния, Российская империя — 14 января 1935, Красноярск, Красноярский край, СССР) — российский и советский фотограф, работавший в Енисейской губернии и Красноярском крае.

## Ранние годы и происхождение
Людвиг Юрьевич Вонаго, согласно формулярному списку о службе, родился 31 июля (12 августа) 1872 года. Однако на его надгробной плите указана иная дата — 25 августа (6 сентября) 1872. Не существует и однозначных сведений о месте рождения фотографа, но наиболее вероятно, что его родиной является город Томск, поскольку именно там в 1870-е проживала семья Вонаго, а спустя два года после рождения Людвига там же родился его младший брат Бранислав-Рейнгольд. Отец — Ежи (Юрий) Юрьевич Вонаго, поляк римско-католического вероисповедания, лесной кондуктор Ковенской губернии — сослан в Сибирь за своё участие в Польском восстании 1863—1864 годов, в Томске женился на Антонине Казимировне. Она родила три сына — Людвига, Бранислава-Рейнгольда и Болеслава и пять дочерей — Марию, Леокадию, Констанцию, Антонину и Ядвигу. В записи о смерти Юрия Вонаго от 1901 года указывалось, что у него остались сыновья Людовик (Людвиг), Бронислав-Рейнгольд и Болеслав, а также дочери Мария, Леокадия, Антонина и Констанция. По какой-то причине не упоминается дочь Ядвига, данные о которой имеются в Государственном архиве Красноярского края. Предположительно, это второе имя одной из дочерей. В 1880-х годах семья переехала в село Ужур Енисейской губернии, в 1887 году, после ухода Юрия Юрьевича в отставку, перебралась в Минусинск.
Людвиг закончил пять классов Томского ремесленного училища, а затем устроился практикантом при Нелюбинском казённом лесничестве, через два года получив право занимать должность лесного кондуктора. В 1897 году Рейнгольд и Людвиг на безвозмездной основе работали счётчиками на Первой всеобщей переписи населения Российской империи, за что каждый удостоился медали «За труды по Первой всеобщей переписи населения». На следующий год Людвиг Вонаго поступил на государственную службу в Томское горное управление, откуда был откомандирован в Курагинскую волость Минусинского уезда для заведования Ирбинской горнозаводской дачей близ Ирбинского железоделательного завода. В конечном итоге получил звание канцелярского служителя. В 1902 году назначен на должность лесного кондуктора в Енисейском управлении государственных имущество и переехал в Красноярск. Там уже служил добавочным мировым судьей в канцелярии местного окружного суда его брат Рейнгольд. В Красноярске Людвиг женился на пианистке и учительнице музыки Елене Константиновне Покрассо.

## Фотография
В какой момент своей жизни Людвиг начал заниматься фотографией доподлинно неизвестно. Краевед Александр Леопольдович Яворский указывал, что ещё в 1901 году «красноярский фотограф Л. Ю. Вонаго снимал Столбы». По всей видимости это ошибка, поскольку Вонаго переехал в Красноярск только на следующий год. Тема Красноярских Столбов заняла важное место в творчестве фотографа. Снимки самих скал и способов подъёмов на них издавались в качестве открыток.
Должность лесного кондуктора подразумевала регулярные поездки по окрестностям Красноярска и Красноярскому уезду для осмотра казённых лесных дач и надзора за соблюдением правил лесопользования. Во время своих разъездов, помимо своих профессиональных обязанностей, Людвиг Вонаго фотографировал местности, в его объектив попадали заимки рыбаков, избушки лесорубов, речные пороги и осиновые рощи, скалы и пещеры. Материалы использовались для создания открыток.
В 1907—1908 годах выпущены две серии открытых писем с видами окрестностей города. Предположительно этим же временем датируется альбом «Красноярск и его окрестности», изданный совместно с Николаем Николаевичем Трегубовым, владельцем книжного склада и киоска. Туда вошли 48 фототипий. В 1907 году Вонаго открывает специальную мастерскую для увеличения портретов, что становится дополнительным источником заработка. В 1911 году его фотографии использованы в качестве иллюстраций в справочнике «Спутник по городу Красноярску».
Людвиг Юрьевич также фотографировал улицы и постройки в самом Красноярске. Вероятно, он хотел издавать открытки с городскими видами.
В 1908 году значился участником Минусинского фотографического общества.
Несмотря на свою увлечённость фотографией, Вонаго исправно выполнял профессиональные обязанности, за что в 1909 году награждён серебряной медалью «За усердие» на Станиславской ленте для ношения на груди. На следующий год он подал в отставку. 27 июля 1910 года направил енисейскому губернатору прошение о получении свидетельства на право проведения съёмок с намерением  «специально заняться фотографированием видов и типов в Енисейской губернии для издания таковых в открытых письмах и альбомах, а также кинематографическою съёмкою видов». В сентябре 1910 года свидетельство было получено. В декабре 1910 года Вонаго также перешло право на кинематограф, однако сведений о проведении им кинематографических съёмок нет.
В июле 1911 года Вонаго продолжил свою государственную службу, устроившись топографом Енисейской землеотводной партии. Его новая должность всё так же предполагала поездки по окрестностям Красноярска и губернии, однако отсутствие сохранившихся фотографий за этот период может говорить о том, что Людвиг посвятил себя фотосъёмке в черте города, так как в своей рекламе, выпущенной в 1911 году, характеризовал себя как «фотограф на выезд», который «производит всевозможные фотографические снимки, не исключая портретов и видов», а также упоминал «открытые письма, альбомы с видами Красноярска и его окрестностей, фотографические снимки выдающихся событий из жизни города Красноярска», находящихся в продаже.
Во время Первой мировой и Гражданской войн жил в Канске вместе со своей женой. Трудился в канцелярии лесничего, в 1919 году работал помощником делопроизводителя Енисейского губернского по местным делам присутствия в Канском уезде.
1920-е годы остаются малоизученными в биографии фотографа. В это время он женился во второй раз (на Анне Фёдоровне Шебалиной, судьба его первой супруги К. Покрассо неизвестна). В середине 1920-х Вонаго проводил летние сезоны на курортах на озере Шира и озере Учум, где работал фотографом. Помимо этого занимался съёмкой первомайских демонстраций в Красноярске. В 1928 году стал членом Средне-Сибирского государственного географического общества.
1931—1933 годы проработал фотографом Государственного музея Приенисейского края (в настоящее время — Красноярский краевой краеведческий музей). Делал снимки на темы социалистического строительства и общественной жизни. Последним местом его работы стала фотография Деткомиссии (ДЭКА), где он числился фотографом-лаборантом. Незадолго до своей смерти продал Государственному музею свыше 400 своих стеклянных негативов.

## Смерть
Людвиг Юрьевич Вонаго скончался 14 января 1935 года в Красноярске в возрасте 63 лет от рассеянного склероза. Похоронен на Троицком кладбище.

## Наследие
Учитывая общее число его фотографий и широту охвата исторических периодов, фотографическое наследие Вонаго можно отнести к одному из наиболее знаковых культурных явлений Красноярского края и Енисейской губернии первой половины XX века. Он оценивается как классик репортажной и жанровой фотографии для региона. Долгое время его имя оставалось забытым. Лишь в 2020 году издательством «Поликор» была выпущена книга-фотоальбом «Фотограф на выезд» тиражом 1200 экземпляров, содержащая 90 снимков фотографа, сделанных в промежуток между 1905 и 1933 годами.